# Faustin-Archange Touadéra
Faustin-Archange Touadéra (Bangui, 1957. április 21. –) közép-afrikai politikus, 2008 és 2013 között a Közép-afrikai Köztársaság miniszterelnöke, majd 2016-tól elnöke.

## Életpályája
1957-ben született Banguiban, az akkori Francia Egyenlítői-Afrikában, három évvel a függetlenség kikiáltása előtt. Apja egyszerű gazdálkodó volt, aki keresetét sofőrködéssel egészítette ki. Iskoláit a fővárosban végezte el, és ott diplomázott matematikából, amiből később két doktorit is szerzett. 1987-ben a Bangui Egyetemen kezdett oktatni, ahol 2004 májusában rektorhelyettes lett, majd nemsokkal rá rektor (2005–2008).
2008-ban kormányfővé nevezte ki a puccsal hatalomra kerülő François Bozizé, aki 2013-ban menesztette, mivel a lázadókkal kötött békemegállapodás az ellenzéknek adta a miniszterelnöki pozíciót. Ám Bozizé maga is puccs áldozata lett és ENSZ-békefenntartók érkeztek az országba. A több mint három évig tartó polgárháború után, a 2016-os elnökválasztáson függetlenként induló Touadéra az első fordulóban csak második lett, azonban a „döntőben”, február 14-én – a pártpolitikai bázis hiánya ellenére – tömegeket tudott maga mögé állítani, és a szavazatok 62%-ával nyert.
2019-ben 14 lázadó szervezettel újabb békét kötött, amivel gyakorlatilag hadurakat emelt be a kormányába. Kezdeti népszerűsége egyre csökkent, a 2020-as elnökválasztást pedig már igen vitatott körülmények közepette nyerte meg. Egyre inkább a – 2017-től „beszivárgó” – Wagner-zsoldoscsoportra kezdett támaszkodni, rájuk bízva a hadsereg átszervezését és a személyes védelmének ellátását. 2023 márciusában népszavazást írt ki egy új alkotmánnyal kapcsolatosan, amely lehetővé tenné számára, hogy harmadszor is indulhasson az elnöki posztért. Az ellenzék heves tiltakozása ellenére, az év közepére kiírt népszavazáson – „elsöprő többséggel” – elfogadták az új alkotmányt, s ezzel lehetősége nyílt arra, hogy 2025-ben harmadszor is megmérettesse magát.